# 심정 (1471년)
심정(沈貞, 1471년 양력 11월 7일(음력 윤 9월 25일) ~ 1531년 12월 3일)은 조선 중기의 문신이자 유학자, 공신으로, 자는 정지(貞之), 호는 소요정(逍遙亭), 시호는 문정(文靖)이고, 봉군호(封君號)는 화천군(花川君)에 봉군되었다가 부원군으로 진봉되어 화천부원군(花川府院君)이 되었다. 본관은 풍산(豊山)이다.
1502년(연산군 8년) 알성시 문과에 급제하여 관직은 병충분의 정국공신(秉忠舊義靖國功臣) 대광보국숭록대부 의정부 좌의정 행 형조판서에 이르렀다. 1506년(연산군 12년) 중종 반정에 동조, 가담하여 정국공신 3등관에 녹선되고 화천군에 봉군되었다. 1507년 중추부지사로 사은사가 되어 명나라에 다녀온 뒤, 1518년 한성부판윤, 형조판서 등을 거쳐 조광조 일파의 탄핵으로 파직, 정국공신 훈호도 삭탈되자 원한을 품고 홍경주 등과 기묘사화를 일으켜 조광조를 비롯한 사림파 인사를 모조리 숙청하였다. 이때 사림파 중에서도 조광조 일파를 부정적으로 보는 남곤, 김전 등을 끌어들이게 된다.
1527년 우의정에 이어 좌의정이 되어 화천부원군에 진봉되었으며 남곤의 사후 조정을 장악하였으나 김안로의 탄핵으로 강서(江西)에 유배, 다시 경빈 박씨와 통정하였다는 모함을 받아 사사되었다. 그러나 조광조 일파를 숙청한 탓에, 김안로가 사사된 뒤에도 복권되지 못하였다. 청렴하였으나 사림의 정적으로 부정적인 평가를 받았다. 경서해석과 역사에 밝았으며 학문상으로는 관학파 유학자였다.

## 생애

### 생애 초기

#### 출생과 가계
심정은 1471년 11월 7일(음력 윤 9월 25일) 심응과 정경부인 서씨(徐氏)의 셋째 아들로 태어났다. 태종의 즉위를 도와 좌명공신(佐命功臣) 4등에 책록되고 풍천군(豊川君)에 봉해진 심귀령(沈龜齡)의 증손으로, 할아버지 심치(沈寘)는 가선대부 남원부사를 지냈다.
아버지 심응은 이시애의 난을 진압한 적개공신(敵愾功臣)으로 첨지와 회령부사를 지냈으며 풍산군(豊山君)에 봉군되고 봉조하(奉朝賀)가 되었다. 사후 아들의 영귀로 영의정에 추증되고 풍산부원군(豊山府院君)으로 진봉되었다. 조부인 심치 또한 거듭 증직되어 호조판서로 추증되었다. 어머니 서씨는 광흥창부승(廣興倉副丞) 서문한(徐文翰)의 딸이다.
심정은 4형제 중 삼남으로, 큰형 심원(沈元)은 중종반정에 가담하여, 정국원종공신 1등에 책록되었고, 둘째형 심형(沈亨) 또한 중종반정에 가담하여, 정국공신 3등에 책록되어, 풍창군(豊昌君)에 봉해졌다. 심형(沈亨)은 성종 때, 무과에 급제하여, 온성부사, 훈련원 첨정, 경원부사를 지내고, 연산군 때, 종성부사, 의주목사를 지냈으며, 중종 때에는 전라우도 수군절도사, 충청도 수군절도사를 지냈다. 동생 심의(沈義)는 중종 때 문과에 급제하여, 호당(사가독서), 이조정랑, 소격서령을 지냈다.

#### 수학과 과거 급제
어려서 저명한 성리학자에게서 학문을 수학하였으나 후일 그가 몰락하여 단죄되면서 그의 스승에 대한 기록은 실전되었다. 그는 경서 해석과 중국어 번역에 능하였고, 고전과 역사 지식 역시 해박하였다.
1495년(연산군 1년) 생원시에 합격하여 생원이 되었고, 곧 성균관에 들어가 성균관유생이 되었다. 성균관유생으로 있을 때 불경한 발언에 연루되어 의금부의 탄핵을 받았다. 이목이 노사신이 세조를 우롱하였다는 말을 발설하였고, 정희량이 먼저 세조께서 불교를 숭상하고 믿었으며 역신이 난(亂)을 선동했다는 말을 할 때 다른 성균관유생들과 함께 그 곳에 있었다 하여 수종(隨從)한 것에 해당된다며 1등(等)을 감하여 장(杖) 1백, 도(徒) 3년에 처하게 할 것을 건의했다.
성균관유생으로 1502년(연산군 8년) 문묘에서 특별히 열린 알성시 문과에 을과 2위(전체 3위)로 급제하였다. 급제 직후 연산군의 명으로 '춘하추동'이라는 주제로 율시를 지어 바쳤다. 바로 승문원 검교에 보임되었다가 사헌부 감찰로 옮겼다.

### 관력

#### 관료 생활 초기
1503년(연산군 9년) 홍문관 부수찬과 수찬이 되었다. 그해 10월 서산으로 사냥나간 연산군을 수행하였으며, 연산군의 명으로 새 두 마리를 두 대비전에 올렸다. 이후 경연검토관(檢討官)으로 경연에 참여하였으며, 10월 경연에서 강할 때, 고사를 인용해 소격서의 폐지를 건의하였다.
민나라 임금이 도가(道家)의 술법을 숭상하고 믿어, 진수원으로 천사를 삼고 모든 정령(政令)과 형벌을 반드시 자문하여 의논한 뒤에야 결정하다가 끝내는 망하게 되었습니다. 송(宋)나라 때에는 옥청 소응궁(玉淸昭應宮)이 있었고, 우리 나라에는 소격서(昭格署)가 있는데, 모두 이단(異端)으로서 국고의 소비도 적지 않습니다. 성종께서 폐지하려 하는데 대신이 조종 때부터 설치하여 이미 오래되었으니 갑자기 폐지할 수 없다 하므로 중지한 것이니, 혁파(革罷)하시기 바랍니다.

이후 경연검토관으로 경연에서 고서적의 고사를 왕에게 강의하다가 11월 시독관(侍讀官)으로 승진하여 계속 경연에 참석하였다. 왕이 도적을 없앨 수 있는 방안을 그에게 묻자 그는 도둑을 없앨수는 없고, 임금이 모범을 보이는 것이 좋다고 답하였다.
도둑을 법으로 없앨 수는 없습니다. 수(隋)나라 고조(高祖) 때는 오이 한 개를 도둑질한 자도 모두 죽였지만 도둑들이 천하에 가득 찼었으며, 당(唐)나라 태종(太宗) 때는 금하는 법이 허술하였지만 산길이나 물가에 사는 사람도 바깥 문을 닫지 않았으니, 인군이 그 풍속을 바로잡기에 달린 것입니다.

관직생활 초기에 경연에 입시하며 사서육경의 구절을 해석하여 왕에게 강독하였다. 그 뒤 수찬, 부교리, 교리, 부응교를 지냈다.

#### 갑자사화 전후
1504년(연산군 10년) 3월 갑자사화가 발생하여 부교리로 재직 중 감옥에 갇혔다가 풀려났으며, 4월 연산군이 폐비 윤씨 사사 사건 관련자의 처리를 문의할 때 참석하였다. 4월 교리(校理)가 되었으며, 내관 한 사람과 함께 양주(楊州)로 파견되어 폐비 윤씨의 사사사건에 관련된 두대(豆大)의 부관참시를 감독하고 돌아왔다.
1504년 4월 24일 홍문관 교리로 정창손, 한명회의 위패를 종묘에서 내칠 때, 죄가 있다는 말이 불경하다는 이유로 연산군의 명을 받아 종묘에 고하는 제문을 고쳐서 지었다. 그러나 축문의 본문에 '죄있는 신하'라는 구절이 문제가 되어 다음날 문책당하였다.
5월 밤에 숙직근무하던 중 연산군의 명을 받아 홍문관 응교(應敎) 정환(鄭渙)과 함께 선정전 월랑(月廊)에서 '간신을 베어 없애다.'는 뜻으로 율시(律詩)를 지어 바쳤다. 6월 왕이 밤까지 사냥을 나가자, 다른 언관들과 함께 밤늦게까지 사냥을 다니는 것은 옳지 못하다고 간했다가 끌려가 공초를 당했고, 바로 태형 40대를 받고 유임되었다.
1504년 8월 활쏘기 대회에서 우승하여 상으로 한자급 특진하였고, 9월에 홍문관 부응교에 임명되었다. 그해 부친상을 당하여 관직에서 사퇴, 갑자사화의 여파로 발생한 화를 면할 수 있었다.

#### 중종 반정과 공신 책록
1506년(중종 1년) 박원종, 유순정 등의 반정 거사에 동조, 중종반정에 참여하였다. 중종 즉위 후 응교에 임명되었고, 그해에 중종을 추대한 공로로 당상의 품계에 올랐으며 병충분의 정국공신(秉忠舊義靖國功臣) 3등관에 책록되고, 화천군(花川君)에 봉군되었다. 이후 경연관으로 경연에 입시하며 사서 육경의 구절을 해석하여 왕에게 강독하였다.
그는 남곤과 출신배경과 학통이 달랐지만 중종 즉위 초의 박정, 김공저의 음모사건 적발 때에 손을 잡았고, 1507년 유자광을 정계에서 축출할 때에도 함께 힘을 합쳐 유자광을 공격했다.
1507년 부호군(副護軍)이 되었다. 1507년초 박경(朴耕), 김공저(金公著)의 옥사를 고변한 공로로 상을 받았다. 그는 김공저가 삼공을 제거하려 한다는 정보를 입수하여 남곤에게 전하였다. 남곤은 이를 유숭조에게 알렸고, 김공저, 박정 등을 체포, 처벌하였다. 그는 바로 가선대부로 승진하였으며, 그해 다시 화천군(花川君)에 봉군되었다. 그러나 김공저의 옥사로 사류의 비판이 계속되자 사퇴 상소를 올렸으나 왕이 허락하지 않았다. 1507년 9월 지중추부사로 명나라에 파견되는 사은사(謝恩使)가 되어, 북경에 다녀왔다.

#### 관료 생활
이후 외직을 전전하다 1509년(중종 4) '문무를 겸하여 참으로 쓸만한 인재'라는 성희안의 추천을 받고 성천부사(成川府使)에 임명되었다. 그러나 당일, 경관직에 적당하다는 이유로 체직되었다. 외직에 있을 때 그는 성실하고 신속하게 처결하여 죄수가 적체되는 일이 없어서 옥이 텅 비게 되었으며 따라서 표창을 받았다. 그러나 심정은 당시 훈구세력으로서 새로이 진출하는 신진사류들과 대립했다. 그러나 김종직의 문하생의 한사람인 남곤을 포섭하게 된다.
1509년 5월 한성부 우윤(漢城府右尹)을 거쳐 9월 선릉(宣陵)에 왕이 친히 제사드릴 때에 대장(大將)으로 수행하던 중, 표신(標信)을 왕에게 고하지 않고 부대를 해산하여 의금부에 투옥되어 추고당했다. 그해 선공감 제조(繕工監提調)와 한성부 우윤을 거쳐 11월 전라도 관찰사가 되었으나, 대간으로부터 낭관(郞官)으로 있을 때부터 내력(來歷)이 없었으며, 당상관(堂上官)이 되어서도 우윤(右尹) 등을 지내는 등 경력이 없다는 점과 전라도는 지역이 넓고 송사가 많아 소임을 감당하기 어렵다는 점이 지적되어 논박받고 체직되었다. 다시 한성부우윤을 거쳐 경연특진관이 되었다.
1510년 3월 17일 경연특진관으로 있을 때 《시경》 소아의 육아편에 있는 육아시(蓼莪詩)의 구절을 인용해 왕에게 효도를 행실의 근본으로 삼을 것을 건의하였다.
지금 육아시(蓼莪詩)를 진강(進講)하는데, 마땅히 성찰하시어야 하겠습니다. 효도는 모든 행실의 근본입니다. 무릇 사람으로서 양친이 구존(俱存)함은 우연한 일이 아닙니다. 편모(偏母)를 봉양할 수 있는 것도 어렵습니다. 문종은 앵두나무를 배양하며 손수 뿌리에 물을 주고, 그 열매를 세종께 드렸습니다. 어찌 진어(進御)할 다른 물건이 없겠습니까마는, 효도를 위해서는 하지 않는 일이 없으므로 그런 것입니다. 성종이 정희 왕후(貞熹王后)3173)를 봉양하는데 하지 않는 일이 없었습니다. 그리고 최경(崔瓊)이 덕종(德宗)의 어용(御容)을 그렸는데, 성종이 특별히 경에게 높은 관품을 제수하였습니다. 대간이 그 부당함을 다투니, 성종이 이르시기를 '최경이 아니면 어찌 부왕을 뵈올 수 있을 것인가?' 하였습니다. 원컨대 이 시의 뜻을 잘 생각하여 덕화의 근원으로 삼으소서.

#### 경연관으로 활동
8월 황해도 관찰사 겸 해주 목사(黃海道觀察使兼海州牧使)로 부임했다가 1512년초 내직으로 돌아와 경연관이 되었다.
1512년 5월 한성부 우윤이 되었고, 충신·효자·의부·절부를 찾아내 포상하고 관직에 임용할 것을 건의하였다.
그해 경연에 입시하였으며, 이후 경연관으로 활동하며 현안 해결에 주력하였다. 10월 18일에는 경연장에서, 변방 5진의 수령들이 체직하여 돌아올 때 현지의 말을 가져오는 것의 폐단을 논하였고, 당일 무과와 파방의 절차를 의논하였다. 10월 다른 경연관들과 함께 간통한 여성을 사형에 처하는 것을 반대하였다. 그러나 같은 해 10월 유순정, 송일(宋軼), 이손이 다시 간통한 여성을 사형에 처할 것을 건의하자 신용개 등 다른 경연관들과 함께 입시하여, '간통한 여성을 사형에 처하는 것에 반대한 이유와 풍속을 바로잡으려고 형법을 준엄하게 했다가 사건의 진실이 알려지면 후세의 비웃음을 당하게 될 것'이라며 반대하였다. 10월 말 유순정이 연좌제의 폐지를 건의하자, 다른 경연관들과 함께 친척의 경우 사건의 내막을 알면서도 말하려 하지 않기 때문이라는 이유를 들어 연좌제 폐지에 반대하였다.
1513년 1월 한성부 좌윤(漢城府左尹), 2월 경연특진관을 거쳐 1513년 3월에는 현덕왕후의 복권을 청하는 송일의 주장에 동조하였다. 그해 6월 형조 참판이 되었다. 전해에 유자광이 죽자 어머니에게 불손하게 대한 그의 아들 유진(柳軫)이 불효죄로 탄핵을 받고 사형에 처하자는 논의가 벌어지자 노공필(盧公弼)·이자건(李自健)은 사형에 처하는 것은 지나치다며 반대하였으나, 그는 다른 경연관들과 함께 강상죄가 크다며 유진의 사형에 찬성하였다. 1514년 10월 이조참판이 되자, 11월 대간이 그가 관직에 임명된지 얼마 안돼 이조참판에 임명된 것을 탄핵하였으나 왕이 듣지 않았다. 이후 계속 양사의 논박을 받았으나 왕이 들어주지 않았다.

#### 사림과의 갈등
1515년 7월 인사행정 잘못에 책임을 지고 이조판서 안당과 함께 사직을 청했으나 왕이 듣지 않았다. 1515년 이조판서로 승진했으나 삼사(三司)의 탄핵을 받아 물러났다. 1516년 6월 개성부 유수(開城府留守), 8월 형조판서를 거쳐 1518년(중종 13년) 1월 경연특진관이 되었다.
그해 우참찬(右參贊)에 임명되고, 곧 형조판서의 물망에 올랐으나 조광조 등의 사류(士類)로부터 소인(小人)으로 지목되고, 이조판서이던 안당의 거부로 임명되지 못하였다. 이에 관작을 스스로 사퇴하고 한강변에 정자를 지어 시문으로 소일하며 울분을 달래던 중, 아들 심사손(沈思遜)마저 사류의 탄핵으로 파직되자 조광조 등의 사류에 대한 원망이 골수에 맺혀 틈만 노리게 되었다.
그러나 1518년 형조판서가 되었고, 그 뒤 안당을 공격한다. 그해 10월 화천군이 되고, 이후 형조판서, 의정부 우참찬, 한성부 판윤, 지의금부사에 올랐으나, 신진 세력인 조광조의 탄핵으로 파직당하고, 정국공신 책록도 삭탈당했다. 이에 불만을 품고 은거하던 중 관직에 복귀하였다. 12월 9일 한성부 판윤이 되었으나 12월 13일 사간원으로부터 간사한 사람으로 몰려 탄핵당하였으나 왕이 듣지 않았다. 곧 경연특진관이 되었으나, 12월 15일 경연특진관에 부적합하다는 사간원의 비판을 받았다.
이후 1518년(중종 13년) 12월부터 1519년(중종 14년) 1월까지 사간원의 간관들로부터 계속 탄핵을 당했으나 왕이 들어주지 않았다.
1519년 1월 23일 한성부 판윤에서 체직당하였다. 그러나 사간원에서는 그가 공론에 용납되지 않았다며 경연특진관에서도 해임할 것을 여러번 청하였으나 왕이 듣지 않았다. 4월 겸 지의금부사(兼知義禁府事)가 되었으나, 사헌부와 사간원의 반대로 5월 1일자로 지의금부사에서 해임되었다. 5월 2일 다시 화천군(花川君)에 임명되고, 5월 다시 지의금부사에 임명되었으나 사간원과 사헌부에서 계속 탄핵상소를 올렸다.

#### 기묘사화와 사림파 숙청
훈구파 대신으로서, 1519년(중종 14년) 여름 남곤, 홍경주와 모의하여, 기묘사화를 일으켜, 조광조와 그의 신진 사류들을 모조리 숙청시키거나 실각시켰다. 이때 한 궁녀가 나뭇잎에 꿀을 발라 쓴 '주초위왕'(走肖爲王), '조씨전국'(趙氏專國)의 말을 퍼트리며 사건을 확대시켰다.
조광조 일파를 숙청한 일로 1519년 이조판서가 된 뒤 남곤, 홍경주 등과 함께 조정을 장악하였다. 의정부 우참찬, 이조판서, 한성부 판윤, 의정부 좌참찬 겸 지의금부사, 오위도총부 도총관을 거쳐 1519년 12월 다시 이조판서가 되었다. 이조판서가 되자 1520년 1월 상소를 올려 6조의 낭관들 중에 음서 제도로 임명된 낭관들이 많으므로 인사이동시킬 것을 건의하여 성사시켰다. 그 뒤에도 조광조와 친한 김식을 비롯한 조광조 일파에 대한 탄핵을 계속하였으며, 그와 친한 인물들도 수시로 규탄, 비판하였다.
1521년(중종 16년) 2월, 스스로 자질을 이유로 사직을 청하였다.
"전조(銓曹)의 직임(職任)은 반드시 자질이 훌륭한 사람으로 임명해야 하는 것입니다. 신은 본디 성품이 거칠고 게으른 데다가 지식마저 없으니, 더욱 이 중임을 감당할 수가 없습니다. 이런 주제에 오래도록 정사(政事)10534)의 권리를 맡고 있으면 어진이를 등용하는 길에 매우 해로울 것입니다. 신의 직을 갈아 주소서."
그러나 왕이 듣지 않았고, 거듭 사직 상소를 올려 그해 3월 면직되었다.

#### 신사무옥
조광조 일파가 제거된 이후 일부 사림파 도학자들은 기묘사화의 원흉으로 지목된 몇몇 대신과 협력자들에 대한 제거 계획을 시도했다. 성균관 학유였던 안처겸(安處謙)과 부수찬이었던 안처근(安處謹) 형제가 후에 훈구파의 영수인 심정, 홍경주 등을 제거하고 배신자, 변절자로 지목된 남곤, 김전 역시 제거하려 모의하였다.
그러나 안처겸 형제의 남곤, 심정 제거 모의는 송사련의 밀고로 탄로났다. 송사련에게서 안처겸 형제와 사림파 도학자들의 조정 대신 암살 계획을 접하게 된 그는 바로 조정에 이를 보고하였다. 신사무옥은 1521년(중종 16년) 송사련으로부터 안처겸 형제의 모의를 접한 남곤 등은 안처겸 등의 역모를 주장하여 안당 등의 일파를 숙청하였다.

#### 관료 생활 후반
1521년 3월 지중추부사, 5월 의정부 좌참찬을 거쳐 안당 등의 추국에 참여한 공로로 1계급 특진되자 스스로 사양하였으나 왕은 그에게 1자급을 특진시켰다. 그해 10월 다시 좌참찬에 임명되고, 1522년 4월 왜구가 조선에 침략하자 대책을 논의하였으며, 김전, 남곤 등과 함께 일본에 끌려간 백성들의 쇄환을 건의하였다. 6월에 순변사에 임명되었으나 사양하였다.
그해 비변사당상을 거쳐 1522년 11월 숭정대부에 올라 의정부 우찬성이 되었다. 바로 스스로 직임을 감당할 수 없음을 들어 사직상소를 올렸으나 왕이 허락하지 않았다. 그해에 전라도 순변사, 비변사 제조, 의정부 우찬성, 1523년 모친상을 당하여 3년상을 마쳤다. 1525년(중종 20년) 관직에 복귀하여 화천군(花川君)이 되고, 그해 4월 삼공의 추천으로 비변사당상이 되었으며 5월 예조판서에 제수되었다.
그해 7월 사헌부 대사헌, 형조판서 등을 지냈다. 1526년 3월 다시 형조판서에 임명되고, 9월 예조판서가 되었다.

### 생애 후반

#### 김안로와의 갈등
1527년(중종 21년) 1월 대광보국숭록대부(大匡輔國崇祿大夫)로 특진하여 의정부 우의정이 되었다. 우의정이 되자 여러 번 사직상소를 청했으나 왕이 사양하였다. 2월 우의정에서 사직하고 영경연관사가 되었다가 3월 다시 우의정이 되었다. 그 해에 남곤의 죽음으로 조정을 홀로 장악하게 되었다. 남곤이 죽은 뒤 의정부 좌의정이 되어 화천부원군(花川府院君)에 올라 이항(李沆)과 김극핍(金克愊), 채무택 등을 수하에 두고 권력을 독점하였다. 이때 세자(후일의 인종)의 누이 효혜공주의 시아버지이자 권력 경쟁자였던 이조판서 김안로와 권력 암투를 벌인다.
이후 대간에서 이항을 계속 탄핵하자 그는 이항을 적극 두둔하였다. 한편 김안로는 신진이라 그는 김안로 등을 쉽게 귀양보내기까지 하였다. 그러나 1528년(중종 22년) 만포첨사로 변방을 지키던 아들 심사손이 여진족에게 살해당했다는 비보를 접하였다. 아들의 전사 소식을 접했으나, 그는 슬픈 기색을 나타내지 않았다고 한다.
의정부 우의정에 이어 1527년 10월 좌의정이 되었다. 1529년 영부사, 전함사 제조(典艦司提調)를 거쳐 다시 의정부 좌의정이 되었으며 한성부 판윤을 거쳐 또 다시 좌의정이 되었다.
1530년 김안로는 은밀히 복직을 도모하였다. 당시에, 심정은 의정부 좌의정에 있었고 아들인 심사순(思順)은 홍문관 부제학으로 있었는데, 이때 김안로의 복직을 놓고 의정부와 홍문관에서 모두 불가하다고 아뢰자 김안로는 심정과 그의 아들이 자신의 복직을 방해한 것이라고 생각하여 앙심을 품게 된다. 곧 유배에서 풀린 김안로는 일찍이 찬출되었던 원한을 품고 그를 공격하였다. 1530년(중종 33년) 행 형조판서에 이르렀으나 그를 실각시키기 위해 김안로가 사람을 심어, 그가 경빈 박씨와 간통했다는 소문을 날조하여 확산시켰다.

#### 유배와 죽음
김안로의 사주를 받은 채무택이 자기 가신을 시켜 당시의 정치를 비방하는 익명서를 종로에 내걸고 대간에 은밀히 밀고하여, 익명서를 심사순의 소행이라 하여 국문을 청했다. 그 뒤 경빈 박씨와 관련되었다는 소문을 입수한 것처럼 조작한 김안로로부터 거듭 탄핵을 받았다. 이후 양사의 탄핵을 받다가 이를 처리하는 과정에서 경빈 박씨의 동궁 저주의 관련사실이 드러나게 되었으며 이후 김안로의 사주를 받은 사헌부 대사헌 김근사(金謹思), 사간원 대사간 권예(權輗) 등의 탄핵으로 아들 부제학 심사순과 함께 탄핵 청국하여, 사순은 고문으로 죽고 그는 강서로 유배당하였다.
이후 양사에서 여러 번 그를 사사, 처형할 것을 청하는 상소를 올렸으나 중종이 이를 무마하려 했다. 그러나 1531년(중종 26년) 이항·김극핍 등과 함께 신묘삼간(辛卯三奸)으로 지목되고, 그해 11월 양사로부터 계속해서 탄핵당하였다. 이후 경빈 박씨와 통정했다는 누명을 쓰고 양사의 탄핵을 받고 분노한 중종에 의해 12월 1일 사사의 명이 내려졌으며, 그해 12월 3일 배소에서 금부도사가 준 사약을 받고 사사당했다. 향년 60세였다.

### 사후
이후 병을 얻은 정경부인 하양 허씨(河陽 許氏)는 1534년(중종 29년) 4월 19일에 사망하여 이해 6월에 심정의 묘에 합장하였다. 그 뒤 정적인 김안로가 패사(敗死)한 뒤 김안로의 형 김안정(金安鼎)이 사건의 진상을 밝히자 부자가 함께 신원 복작되었다.
그러나 훈구파가 몰락한 후, 다시 추탈되었다. 그만은 사림의 미움을 받아 신원되지 못하고 남곤과 함께 '곤정(袞貞)'으로 일컬어져 소인의 대표적 인물로 길이 매도되었으며, 곤쟁이 젓의 유래가 되었다고 한다. 그러나 그의 손자 심수경은 연좌되지 않고 명종과 선조 때 영의정을 지낸다. 1910년(융희 3년) 조선이 멸망하고 난 뒤에야 그의 저서와 작품이 간행되었다.

## 가족 관계
- 증조 할아버지 : 심귀령(沈龜齡) - 좌명공신 풍천군(豐川君), 의흥삼군부 도총제, 지의흥부사
- 할아버지 : 심치(沈寘) - 남원부사, 증호조판서
- 아버지 : 심응(沈應, 1433년 ~ 1504년) - 적개공신 봉조하 증영의정 풍산부원군(豊山府院君)
- 어머니 : 증 정경부인 달성 서씨(達城 徐氏, ? ~ 1523년) - 광흥창부승 서문한(徐文翰)의 딸
  - 형 : 심원(沈元, ? ~ ?) - 내자시정
  - 형 : 심형(沈亨, ? ~ 1517년 4월 3일) - 정국공신(靖國功臣) 풍창군(豊昌君) 충청도 수군절도사
  - 동생 : 심의(沈義, 1475년 ~ ?) - 소격서령

- 부인 : 정경부인 하양 허씨(河陽 許氏, 1468년 ~ 1534년 4월 19일) - 허당(許塘)의 딸
  - 아들 : 심사공(沈思恭)
  - 며느리 : 조씨 - 조수성(趙守誠)의 딸
    - 손자 : 심수정(沈守精)
    - 손녀 : 풍산 심씨
    - 손녀 사위 : 찰방 성효관(成效寬)

  - 첩며느리 : 이름 미상, 아들 심사공의 첩
    - 서손자 : 심수백(沈守白)

- - 아들 : 심사손(沈思遜, 1493년 12월 25일 ~ 1528년) - 홍문관 직제학, 만포진 첨절제사, 증영의정
  - 며느리 : 증 정경부인 전의 이씨 - 참의 이예장(李禮長)의 딸, 3남 2녀
    - 손자 : 심수경(沈守慶, 1516년 12월 20일 ~ 1599년 윤 4월 20일) - 영의정 역임, 청백리
      - 증손자 : 심일장(沈日將) - 찰방
        - 고손자 : 심관(沈關) - 호조좌랑
          - 5세손 : 심노(沈노) - 승지
            - 6세손 : 심구(沈玖) - 상의원정

      - 증손자 : 심일취(沈日就) - 첨지중추부사 증 이조참판
      - 서증손자 : 심일매(沈日邁) - 관상감정
      - 서증손자 : 심일준(沈日遵) - 인동부사
      - 서증손자 : 심일운(沈日運) - 해미현감

    - 손자 : 심수약(沈守約)
    - 손자 : 심수준(沈守準)
    - 손녀 : 풍산 심씨
    - 손녀 사위 : 이의충(李義忠)
    - 손녀 : 풍산 심씨
    - 손녀 사위 : 유대업(柳大業)

- - 아들 : 심사순(沈思順, ? ~ 1531년) - 홍문관 부제학
  - 며느리 : 덕수 이씨 - 참판 이빈(李蘋)의 딸, 3남 3녀를 두었다.
    - 손자 : 심수신(守愼)
    - 손자 : 심수의(守毅)
    - 손자 : 심수간(守簡)
    - 손녀 : 풍산 심씨
    - 손녀 사위 : 운양령(雲陽令[7])
    - 손녀 : 풍산 심씨
    - 손녀 사위 : 이빈(李贇)
    - 손녀 : 풍산 심씨
    - 손녀 사위 : 이장윤(李長胤)

- - 딸 : 풍산 심씨
  - 사위 : 김억(金億)
    - 외손녀 : 1녀

  - 딸 : 풍산 심씨
  - 사위 : 한윤종(韓胤宗)
    - 외손녀 : 2녀

- 첩 : 이름 미상
  - 서자 : 심사눌(沈思訥)
  - 서며느리 : 최씨 - 판관 최맹호(崔孟豪)의 딸
    - 서손자 : 심수빈(沈守贇)
    - 서손녀 : 풍산 심씨
    - 서손녀 사위 : 남응년(南應年)

- 장인 : 허당(許塘)
- 외할아버지 : 서문한(徐文翰)

## 평가
조광조, 안당 등에게 사적인 원한과 반감을 가졌으나, 정치적으로는 청렴하였다. 형제간에 우의는 지극하여 곤경에 처한 동생 심의(沈義)를 끝까지 보살펴주었다고 하며, 교묘한 꾀를 잘 내어 지혜주머니(智囊)라 불렸다고 한다.
아들 심사손 등을 변방에 보내 국경을 지키게 하는 등, 자제들의 변방 근무를 기피하던 당시 양반관료들과는 다른 면모를 보였다. 그의 손자 심수경은 청백리로 인정되었다.

## 기타
심정의 장남은 중종 때, 문음(門蔭)으로, 호조정랑을 지내고, 명종 때, 내자시 정(內資寺正)을 지낸 심사공(沈思恭)이고, 차남은 중종 때, 문과에 급제하여, 한림(翰林), 사관(史官), 사간원 정언, 옥당(玉堂), 병조정랑, 비변사 낭관, 의정부 사인, 암행어사, 사헌부 집의, 홍문관 직제학, 만포진 첨절제사(정3품 당상관)를 지낸 심사손이며, 삼남은 중종 때, 문과에 급제하여, 호당을 거쳐, 승지, 홍문관 부제학을 지낸 심사순이다. 또, 심사손의 아들 심수경은 명종 때, 문과에 장원 급제하고, 호당을 거쳐, 선조 때, 팔도관찰사, 병조판서, 우의정, 좌의정을 지냈다.

### 학문
글재주가 뛰어나 여러 작품이 있었으나 조광조, 김식 등의 처형에 가담한 인물이라 그의 저서와 작품, 글씨들은 소각되고 인멸되어 실전되었다. 사서 육경과 고문 해석에 재능이 있었으며, 정호와 주자 등에 대한 지식도 뛰어났다.
학문상 그는 유학자로 김안로와 함께 역성혁명파로부터 이어지는 관학파(官學派)의 주도 인물이었으며, 경학과 사장학(詞章學)을 주도한 인물이기도 했다. 이는 김종직의 제자인 남곤, 김전, 박원종, 김굉필, 성희안, 유순정, 조광조 등의 사림파와는 또다른 학통이었다.

## 심정을 연기한 배우

### 텔레비전 드라마
- 민욱 - 《조광조》 (1996년, KBS)
- 김영선 - 《여인천하》 (2001년, SBS)

## 유적
- 《풍산심씨 문정공파 묘역》이 서울특별시 유형문화재 제77호로 지정되어 있다. 《풍산심씨 문정공파 묘역》은 서울특별시 강서구 방화동에 위치하고 있다.
- 《소요정》: 1517년(중종 12년) 심정이 조광조의 사림 세력들에 의하여 파직되고, 위훈 삭제까지 당하자, 지금의 서울특별시 강서구 가양동 탑산 남쪽 기슭에, '소요정(逍遙亭)'이라는 정자를 짓고 울분을 달랬다고 한다. 지금은 터만 남아있다.

## 같이 보기
| - 갑자사화 - 무오사화 - 남곤 - 경빈 박씨 - 희빈 홍씨 - 유자광 - 김안로 - 심귀령 - 심사손 - 심사순 - 심수경 - 정국공신 - 안당 - 윤임 - 유인숙 - 정광필 - 조광조 - 심응 - 정창손 | - 중종 반정 - 김숙자 - 김종직 - 김일손 - 박원종 - 한명회 - 신숙주 - 윤여필 - 윤여해 - 윤원형 - 윤원로 - 윤지임 - 이기 - 이극돈 - 임사홍 - 임백령 - 임유겸 - 정인지 - 홍달손 | - 훈구파 - 국조보감 - 권람 - 봉석주 - 홍윤성 - 안당 - 이계동 - 이지방 - 최윤덕 - 홍달손 |

## 참고 문헌
- 성종실록
- 연산군일기
- 중종실록
- 조야집요
- 대동야승
- 연려실기술
- 국조보감
- 국조방목
- 사마방목